# Paronychia palaestina
Paronychia palaestina är en nejlikväxtart som beskrevs av Alexander Eig. Paronychia palaestina ingår i släktet prasselörter, och familjen nejlikväxter. Inga underarter finns listade i Catalogue of Life.